# Rallye Monte Carlo 2010
Die 78. Rallye Monte Carlo fand vom 19. bis 23. Januar 2010 statt und bildete den Saisonauftakt der Intercontinental Rally Challenge 2010. Sieger wurde Mikko Hirvonen vor Juho Hänninen und Nicolas Vouilloz.

## Streckenverlauf
Die Rallye Monte Carlo 2010 streckte sich über 405 gewertete Kilometer auf 15 Wertungsprüfungen. Am Abend des 19. Januar wurde die Rallye durch einen knapp neun Kilometer langen Prolog eröffnet. Dessen Ergebnis floss nicht in die Wertung ein, bestimmte jedoch die Startreihenfolge für die erste Etappe, auf der die zehn Schnellsten des Prologs in umgekehrter Reihenfolge auf die Strecke gingen. Die Rallye verlief durch die französischen Alpen und entschied sich auf der dritten Etappe, die über den Col de Turini führte und an der Grenze zu Monaco endete. Die Rallye führte über asphaltierte Straßen, die an einigen Stellen verschneit oder vereist sein konnten. Aufgrund extrem wechselhafter Wetterbedingungen spielte die Reifenwahl eine entscheidende Rolle.

## Teilnehmer
Zur Veranstaltung waren 63 Teilnehmer gemeldet, wobei die Fahrer der wettbewerbsfähigsten Super-2000-Klasse die vorderen Positionen unter sich ausmachten. Zu den Favoriten zählte der amtierende Rallye-Vizeweltmeister Mikko Hirvonen, der für M-Sport den neuen Ford Fiesta S2000 bei seinem ersten Rallyeeinsatz pilotierte. Weitere Sieganwärter waren IRC-Titelverteidiger Kris Meeke und Vorjahressieger Sébastien Ogier, beide auf Peugeot 207 S2000. Mit demselben Fahrzeug gingen auch Stéphane Sarrazin, Bruno Magalhães und Franz Wittmann junior, der sein Debüt auf einem Super-2000-Auto gab, an den Start. Für Škoda nahmen Jan Kopecký, Juho Hänninen, Nicolas Vouilloz und Guy Wilks auf Škoda Fabia S2000 teil. WRC-Pilot Toni Gardemeister startete auf einem Abarth Grande Punto S2000, während Bryan Bouffier einen Subaru Impreza WRX STi fuhr. Einer der prominentesten Teilnehmer war der Formel-1-Pilot Robert Kubica mit einem Renault Clio R3.

## Verlauf der Rallye
Bereits während des Prologs wurde Robert Kubica zur Aufgabe gezwungen, als sein Fahrzeug schon nach vier Kilometern mit Motorschaden ausfiel. Zur ersten gewerteten Prüfung konnte er daher nicht mehr antreten.
Schnellster in der ersten Wertungsprüfung war Mikko Hirvonen. Sébastien Ogier sicherte sich die zweite Wertungsprüfung und schloss wieder dicht auf den Führenden in der Gesamtwertung auf. Anschließend gewann Hirvonen die dritte Wertungsprüfung, während Ogier zwei Minuten verlor, da er auf Schnee, der von Zuschauern auf die Straße geworfen wurde, von der Strecke rutschte. In der folgenden vierten und letzten Wertungsprüfung der ersten Etappe fuhr Ogier wieder die schnellste Zeit und konnte sich in der Gesamtwertung vorarbeiten. Nach dem ersten Tag führte Mikko Hirvonen mit über 40 Sekunden Vorsprung auf Kris Meeke.
Einen Kilometer nach Beginn der fünften Wertungsprüfung war die Rallye für den bis dahin zweitplatzierten Kris Meeke beendet, als er in einer vereisten Kurve ins Rutschen geriet und infolgedessen geradeaus in eine Mauer einschlug und eine Böschung hinunterschlitterte. Die schnellsten Zeiten auf den einzelnen Wertungsprüfung erzielten Nicolas Vouilloz, Mikko Hirvonen, Juho Hänninen und Sébastien Ogier, der gleich drei Prüfungen für sich entschied. Stéphane Sarrazin verlor zu Beginn der Etappe Zeit, als er in einen Schneewall einschlug. Toni Gardemeister kam in einer schnellen Kurve auf Eis ins Schleudern, woraufhin er ebenfalls in einen Schneewall einschlug. Zwar fuhr er die Etappe noch zu Ende, zog sich aber anschließend wegen irreparablen Motorschadens infolge seines Abflugs von der Rallye zurück. Am Ende des Tages führte Hirvonen mit knapp 50 Sekunden Vorsprung auf Hänninen.
Auf der dritten und letzten Etappe attackierte Sébastien Ogier, der sich die erste Wertungsprüfung am Vormittag sicherte. Nach der ersten der entscheidenden vier Nachtprüfungen, die über den Col de Turini führten, zog Ogier mit der erneut schnellsten Zeit in der Gesamtwertung an Juho Hänninen vorbei und verkürzte seinen Rückstand auf Mikko Hirvonen auf unter 40 Sekunden. Die anschließende Wertungsprüfung gewann Stéphane Sarrazin. Unterdessen wurde der bis dahin sechstplatzierte Franz Wittmann junior zur Aufgabe gezwungen, da er mit einer Mauer kollidierte und sich dabei beide Radaufhängungen beschädigte. Juho Hänninen erzielte die Bestzeit auf der vorletzten Wertungsprüfung. Zugleich rückte er in der Gesamtwertung auf Platz zwei vor, da Sébastien Ogier aufgrund einer defekten Lichtmaschine nicht mehr zur letzten Wertungsprüfung antreten konnte. Diese entschied Stéphane Sarrazin erneut für sich.
Mikko Hirvonen, der von Anfang an stets die Gesamtwertung anführte, siegte mit knapp zwei Minuten Vorsprung auf Juho Hänninen. Damit erzielte Hirvonen gleich beim Debüt des neuen Ford Fiesta S2000 den ersten Rallyesieg mit diesem Fahrzeug. Platz drei belegte am Ende Nicolas Vouilloz. Von 63 gestarteten Teilnehmern erreichten 36 das Ziel.

## Ergebnisse

### Gesamtwertung
| Pos. | Fahrer                | Beifahrer              | Fahrzeug          | Zeit      | Rückstand | Punkte |
| ---- | --------------------- | ---------------------- | ----------------- | --------- | --------- | ------ |
| 1.   | Mikko Hirvonen        | Jarmo Lehtinen         | Ford Fiesta S2000 | 4:32:58.5 | 0.0       | 10     |
| 2.   | Juho Hänninen         | Mikko Markkula         | Škoda Fabia S2000 | 4:34:49.9 | 1:51.4    | 8      |
| 3.   | Nicolas Vouilloz      | Benjamin Veillas       | Škoda Fabia S2000 | 4:36:17.6 | 3:19.1    | 6      |
| 4.   | Stéphane Sarrazin     | Jacques-Julien Renucci | Peugeot 207 S2000 | 4:40:24.0 | 7:25.5    | 5      |
| 5.   | Jan Kopecký           | Petr Starý             | Škoda Fabia S2000 | 4:41:47.2 | 8:48.7    | 4      |
| 6.   | Guy Wilks             | Phil Pugh              | Škoda Fabia S2000 | 4:42:23.0 | 9:24.5    | 3      |
| 7.   | Bruno Magalhães       | Carlos Magalhães       | Peugeot 207 S2000 | 4:42:43.9 | 9:45.4    | 2      |
| 8.   | Jean-Sébastien Vigion | Stéphane Prévot        | Peugeot 207 S2000 | 4:46:32.0 | 13:33.5   | 1      |

### Wertungsprüfungen
| Etappe               | WP   | Route                                                           | Länge    | Sieger            | Zeit    | Gesamtführender |
| -------------------- | ---- | --------------------------------------------------------------- | -------- | ----------------- | ------- | --------------- |
| Prolog (19. Jan.)    |      | Lente – Col de Gaudissart                                       | 8,83 km  | Toni Gardemeister | 6:54,2  |                 |
| 1. Etappe (20. Jan.) | WP1  | Burzet – Lachamp-Raphaël                                        | 27,27 km | Mikko Hirvonen    | 16:01,4 | Mikko Hirvonen  |
| 1. Etappe (20. Jan.) | WP2  | St-Pierreville – Antraigues                                     | 45,17 km | Sébastien Ogier   | 30:54,2 | Mikko Hirvonen  |
| 1. Etappe (20. Jan.) | WP3  | Burzet – Lachamp-Raphaël                                        | 27,27 km | Mikko Hirvonen    | 15:49,7 | Mikko Hirvonen  |
| 1. Etappe (20. Jan.) | WP4  | St-Pierreville – Antraigues                                     | 45,17 km | Sébastien Ogier   | 30:45,9 | Mikko Hirvonen  |
| 2. Etappe (21. Jan.) | WP5  | Labatie d’Andaure – St-Pierre sur Doux                          | 25,30 km | Nicolas Vouilloz  | 17:38,5 | Mikko Hirvonen  |
| 2. Etappe (21. Jan.) | WP6  | St-Bonnet-le-Froid – St-Julien-Molhesabate – St-Bonnet-le-Froid | 25,67 km | Sébastien Ogier   | 17:19,7 | Mikko Hirvonen  |
| 2. Etappe (21. Jan.) | WP7  | Lamastre – Gilhoc – Alboussière                                 | 21,92 km | Mikko Hirvonen    | 14:43,0 | Mikko Hirvonen  |
| 2. Etappe (21. Jan.) | WP8  | Labatie d’Andaure – St-Pierre sur Doux                          | 25,30 km | Juho Hänninen     | 16:36,8 | Mikko Hirvonen  |
| 2. Etappe (21. Jan.) | WP9  | St-Bonnet-le-Froid – St-Julien-Molhesabate – St-Bonnet-le-Froid | 25,67 km | Sébastien Ogier   | 15:51,1 | Mikko Hirvonen  |
| 2. Etappe (21. Jan.) | WP10 | Lamastre – Gilhoc – Alboussière                                 | 21,92 km | Sébastien Ogier   | 15:03,0 | Mikko Hirvonen  |
| 3. Etappe (22. Jan.) | WP11 | Montauban sur l’Ouvèze – Eygalayes                              | 30,42 km | Sébastien Ogier   | 23:18,5 | Mikko Hirvonen  |
| 3. Etappe (22. Jan.) | WP12 | Peïra-Cava – La Bollène-Vésubie                                 | 18,42 km | Sébastien Ogier   | 13:23,4 | Mikko Hirvonen  |
| 3. Etappe (22. Jan.) | WP13 | Lantosque – Lucéram                                             | 19,13 km | Stéphane Sarrazin | 14:12,9 | Mikko Hirvonen  |
| 3. Etappe (22. Jan.) | WP14 | Peïra-Cava – La Bollène-Vésubie                                 | 18,42 km | Juho Hänninen     | 13:52,3 | Mikko Hirvonen  |
| 3. Etappe (22. Jan.) | WP15 | Lantosque – Lucéram                                             | 19,13 km | Stéphane Sarrazin | 14:40,2 | Mikko Hirvonen  |